# Naufrage du 19 avril 2015 en Méditerranée
Le 19 avril 2015, une embarcation transportant environ 900 migrants clandestins fait naufrage à environ 110 km des côtes libyennes. Environ 800 personnes sont mortes au cours du naufrage, ce qui en fait l'événement le plus meurtrier en Méditerranée depuis le début du XXIe siècle.

## Circonstances
Le bateau, un chalutier égyptien qui a quitté la côte libyenne, dans les environs de Misrata à l'aube du  18 avril 2015, a chaviré à 96 km des côtes africaines et à 193 km de l'île de Lampedusa en entrant en collision avec le King Jacob, navire marchand portugais qui avait répondu à son appel de détresse. Il sombre en quelques minutes. À son bord au moins 800 personnes, selon le récit de 28 survivants , avait alors indiqué à la télévision italienne Carlotta Sami, porte-parole du HCR en Italie, qui a précisé que si ces chiffres étaient confirmés, il s’agirait de la « pire hécatombe jamais vue en Méditerranée ». Seuls vingt-quatre cadavres ont été récupérés pour l'instant, selon les garde-côtes italiens, qui précisaient alors que le chalutier avait une « capacité de plusieurs centaines de personnes ».Une importante opération de secours a été lancée avec le concours des marines italienne et maltaise, a indiqué à l’AFP un porte-parole de la marine maltaise. Le premier ministre italien de l'époque, Matteo Renzi, a pris l'initiative de faire renflouer l'épave, opération délicate qui a demandé plus d'une année. Gisant par 370 mètres de fond, elle a été remontée à la surface et transportée dans le port d'Augusta en Sicile. Elle y sera probablement installée dans un jardin du souvenir en hommage à tous les migrants disparus en Méditerranée. Durant l'été 2016, Cristania Cattaneo, légiste à l'université de Milan en collaboration avec une équipe de scientifiques s'est chargée de l'examen des corps quand c'était possible et au recensement des vêtements, objets et papiers personnels susceptibles d'identifier les victimes, en collaboration avec le CICR qui possède des dossiers de disparus. Les corps ont été inhumés dans plusieurs cimetières de Sicile.

## Événements similaires en 2014 et 2015
Un seul naufrage a eu lieu dans les mois précédant l'accident du 19 avril 2015. Le 12 avril 2015, un naufrage dans le détroit de Sicile aurait provoqué la mort de 400 clandestins. Plus qu’à Lampedusa en octobre 2013, où on avait dénombré 366 cadavres et moins qu’en septembre 2014, au large de Malte, où 500 migrants mouraient noyés : leur bateau avait été volontairement coulé par des passeurs afin de pouvoir le récupérer après, d’après le récit de la dizaine de survivants.

## OpérationTriton
La hausse des morts ces derniers mois coïncide avec la disparition du dispositif Mare Nostrum fin octobre 2014. Mis en place par la marine italienne à la suite de l’émotion suscitée par le naufrage du 3 octobre 2013 à Lampedusa, il a permis le sauvetage de 150 000 personnes en un an, mais au prix de 9 millions d’euros par mois : une facture jugée trop lourde pour Rome, guère aidée par ses partenaires européens. Mare Nostrum a donc cédé la place à l’opération Triton, un dispositif plus léger encadré par Frontex, l’agence européenne de surveillance des frontières, et auquel participent dix pays (dont la France). Il en coûte 2,9 millions d'euros mensuels pour 21 bateaux mobilisés, contre 32 auparavant.

## Réactions
Le pape François a appelé, depuis la place Saint-Pierre, à « agir avec décision et rapidité » face à la multiplication des tragédies en Méditerranée, déclarant : « Les migrants sont des hommes et des femmes comme nous ».
François Hollande a déclaré : « Il faut renforcer le nombre de bateaux et de survols dans le cadre de l'opération Triton, et faire une lutte plus intense contre les trafiquants. Ceux qui mettent des gens sur les bateaux, ce sont des terroristes car ils savent parfaitement que ces bateaux sont pourris ».
Federica Mogherini, chef de la diplomatie européenne, a déclaré que les Européens doivent « continuer à travailler sur les causes profondes de l’immigration et particulièrement sur l’instabilité dans la région, de l’Irak à la Libye ».
L’Union européenne s’est dite « profondément affectée » par ce nouveau naufrage d’un bateau de migrants en Méditerranée qui aurait fait près de 700 morts. Le 23 avril, les chefs d'État et de gouvernement, réunis à Bruxelles, décident de tripler le budget de l'opération Triton,, puis lancent l'opération Sophia.

## Suites judiciaires du naufrage
Deux survivants du naufrage (le Tunisien Mohammed Ali Malek et le Syrien Mahmud Bikhit) ont été arrêtés par la justice italienne. Ils avaient été indiqués par les autres survivants comme « passeur et capitaine ». Les plaintes retenues contre eux sont « trafic d'êtres humains » et « meurtre ». Mohammed Ali Malek, le capitaine a été condamné en 2016 à dix-huit ans de prison par le tribunal de Catane.